# Gizem Giraygil
Gizem Giraygil est une ancienne joueuse de volley-ball turque née le 8 mai 1986 à Ankara. Elle mesure 1,80 m et jouait au poste de passeuse. Elle a totalisé 45 sélections en équipe de Turquie. Elle a mis un terme à sa carrière de volleyeuse professionnelle en mai 2018.

## Clubs
| Club                   | De        | À         |
| ---------------------- | --------- | --------- |
| Emlak TOKİ Ankara      | 2003-2004 | 2003-2004 |
| İller Bankası Ankara   | 2004-2005 | 2005-2006 |
| Emlak TOKİ Ankara      | 2006-2007 | 2006-2007 |
| Fenerbahçe Istanbul    | 2007-2008 | 2007-2008 |
| Gazi Üniversitesi      | 2008-2009 | 2008-2009 |
| Ereğli Belediye        | 2009-2010 | 2009-2010 |
| MKE Ankaragücü         | 2010-2011 | fév 2012  |
| Beşiktaş İstanbul      | fév 2012  | mai 2012  |
| Karşıyaka İzmir        | 2012-2013 | 2012-2013 |
| Lokomotiv Bakou        | oct 2013  | déc 2013  |
| İdmanocağı Spor Kulübü | 2013-2014 | 2013-2014 |
| Nilüfer Belediye       | 2014-2015 | 2014-2015 |
| İdmanocağı Spor Kulübü | 2015-2016 | 2015-2016 |
| Beşiktaş İstanbul      | 2016-2017 | 2016-2017 |
| THY Spor Kulübü        | 2017-2018 | 2017-2018 |

## Palmarès
- Championnat de Turquie
  - Finaliste : 2007.
- Challenge Cup
  - Finaliste : 2016.